# Wojciech Sawczyn
Wojciech Sawczyn – polski prawnik, doktor habilitowany nauk prawnych, specjalista w zakresie postępowania administracyjnego oraz postępowania sądowoadministracyjnego i egzekucji administracyjnej; profesor nadzwyczajny Uniwersytetu im. Adama Mickiewicza w Poznaniu.

## Życiorys
Uczęszczał do I LO im. Heliodora Święcickiego w Międzyrzeczu. Studia prawnicze ukończył na Wydziale Prawa i Administracji UAM. W 2007 otrzymał stopień doktorski na podstawie pracy pt. Środki dyscyplinowania administracji publicznej w ustawie Prawo o postępowaniu przed sądami administracyjnym (promotorem był Roman Hauser). Habilitował się w 2014 na podstawie oceny dorobku naukowego i rozprawy Związanie kasacyjnym orzeczeniem Naczelnego Sądu Administracyjnego. Od 2018 r. jest zatrudniony jako profesor nadzwyczajny w Katedrze Postępowania Administracyjnego i Sądowoadministracyjnego na Wydziale Prawa i Administracji UAM. 
Jest także członkiem Biura Orzecznictwa Naczelnego Sądu Administracyjnego. Żona Agnieszka jest ekonomistą. Ma dwóch Synów - Macieja i Filipa. Rodzice - Ewa i Maciej - są farmaceutami.

## Wybrane publikacje
- Postępowanie administracyjne, sądowoadministracyjne i egzekucyjne w administracji. Kazusy (współautor wraz z K. Celińską-Grzegorczyk i A. Skoczylasem; pod red. A. Skoczylasa), wyd. 2008 (ISBN 978-83-7620-037-8) i kolejne
- Kodeks postępowania administracyjnego. Prawo o ustroju sądów administracyjnych. Postępowanie przed sądami administracyjnymi. Postępowanie egzekucyjne w administracji - ze schematami (redaktor, autor: Wojciech Piątek), wyd. 2009 (ISBN 978-83-7620-249-5) i kolejne
- W. Sawczyn, Postępowanie administracyjne [w:] red. R. Hauser, A. Skoczylas, recenzja naukowa Z. Niewiadomski, Postępowania administracyjne i sądowoadministracyjne, Warszawa 2016 r. i kolejne
- Środki dyscyplinowania administracji publicznej w prawie o postępowaniu przed sądami administracyjnymi, wyd. 2010, ISBN 978-83-255-1176-0
- Pisma procesowe i orzeczenia sądowe w sprawach sądowoadministracyjnych (współredaktor wraz z R. Hauserem), wyd. 2014 i kolejne ISBN 978-83-255-5342-5
- Związanie kasacyjnym orzeczeniem Naczelnego Sądu Administracyjnego, wyd. 2014, ISBN 978-83-255-5922-9
- Doręczenia w postępowaniu administracyjnym i sądowoadministracyjnym, wyd. 2014, ISBN 978-83-64512-18-6
- ponadto liczne glosy do orzeczeń sądów, części komentarzy, rozdziały w pracach zbiorowych i artykuły publikowane w czasopismach prawniczych[1][3]